# Alain Kerjean
Alain Kerjean est un écrivain et consultant français, né le 27 décembre 1951 à Paris.
Attaché à la Direction générale de l'Aviation civile de 1976 à 1979, membre de la Société de géographie, il réalise plusieurs expéditions de 1980 à 1991 sur le Haut-Orénoque et en Afrique de l’Ouest, et devient spécialiste de la Roumanie à partir de 2000. Il introduit en France en 1986 le courant pédagogique de l’apprentissage expérientiel (Experiential learning). Il est l’auteur de dix livres, de six documentaires de télévision et d'articles.

## Origines et études
Il est le fils aîné de Paul Kerjean, d’origine bretonne, ingénieur des Eaux & Forêts à Versailles puis à Fréjus (décédé en 2017), et de Janine Kerjean, d’origine lozérienne, qui sera pendant douze ans adjoint au maire de François Léotard à Fréjus (décédée en 1998). Après sa création des Étangs de la Minière près de Versailles en 1965, baptisés « Paris-plage » par la presse, l’Office National des Forêts appelle Paul Kerjean à la Direction Générale, puis crée un poste pour lui dans le Var, où il organise notamment la protection et l’aménagement touristique du Massif de l’Estérel.
Les études supérieures d’Alain Kerjean le mènent à l’IUT de Toulon, à Sciences po Aix-en-Provence, à l’Institut régional d’Administration de Lyon (Diplôme d’Administration publique) et enfin à l'Université Panthéon-Sorbonne, où il obtient un DESS de droit international.

## Aventures
Parrainé par Paul-Émile Victor et le futur académicien Jean-Marie Rouart, qui approuve son choix de renoncer au « miroir aux alouettes » de la carrière, il réalise en 1980 avec son camarade de promotion Alain Rastoin une première expédition d’un an au Venezuela, dans les pas du naturaliste prussien Alexandre de Humboldt (1769-1859). Ils découvrent vers les sources d’un affluent de l’Orénoque, le chemin de la salsepareille recherché par plusieurs explorateurs du XIXe siècle.
En 1982, il reconstitue, de Guinée jusqu’à Tombouctou, l’itinéraire de l’explorateur français René Caillié (1799-1838), découvreur de la perle du désert  .
C’est la première fois que le président guinéen Sékou Touré, à l’occasion de son rapprochement avec l’ancienne métropole, accorde à des étrangers une autorisation de libre circulation.
Après avoir organisé à Versailles le Forum de l’Aventure, il repart en 1984 vers le Haut-Orénoque pour raconter l’histoire d’un ethnologue immergé durant plus de vingt ans parmi les Indiens Yanomami, un des derniers groupes isolés d’Amazonie.
En 1991, il remonte un autre affluent du Haut-Orénoque jusqu’à sa source et fait la première ascension de la Montagne sacrée des Indiens Yanomami . Il donne des conférences sur ses voyages.

## Apprentissage expérientiel(Experiential Learning)
Lors de sa première expédition au Venezuela, Alain Kerjean forme le projet de créer une pédagogie fondée sur l’aventure pour le développement des compétences humaines. Il fonde en 1986 Hors limites-Outward Bound France, adaptation aux adultes de la pédagogie active et introduit le courant de l'Experiential Learning,.
Les premiers séminaires Hors limites pour les jeunes et pour les entreprises sont médiatisées en 1987. 
Les ouvrages et les articles d’Alain Kerjean rendent accessibles les recherches et publications anglo-saxonnes sur le sujet au public français. Il est cité par les journaux de collectivités locales, par les sociologues et consultants dans leurs livres de management ou sur la prise de risque.

## Roumanie
Passionné par la Roumanie depuis 2000, il promeut en France, avec la Société de Géographie, une image plus équilibrée de ce pays membre de la Francophonie, ayant une grande proximité historique et culturelle avec la France.
Il publie un livre illustré à partir de ses nombreux voyages dans cette « France danubienne » (1987), écrit le scénario d’un documentaire pour l’émission de France 5 Echappées belles (2011)  et est à l’origine, d’un programme de formation Expérientielle des compétences entrepreneuriales, financé par l’Europe, pour un millier d’étudiants de trois universités roumaines (2008-2011).

## Publications
- Aventures sur l’Orénoque, avec Alain Rastoin (Robert Laffont - 1981)
- La piste interdite de Tombouctou (Flammarion – 1983), traduit en allemand
- Un sauvage exil (Seghers – 1985)
- Hors limites (Albin Michel –1990)
- L’adieu aux Yanomami (Albin Michel – 1991)
- Les nouveaux comportements dans l’entreprise (Éditions d’Organisation / Les Échos – 2000)[24]
- Le manager leader (Éditions d’Organisation – 2002)
- Le caractère plus important que le C.V. (Éditions d’Organisation 2003)
- L’apprentissage par l’expérience (ESF 2006)[25]
- Voyage en Roumanie (Glénat-Société de Géographie – 2007) traduit en roumain (RAO 2008)[26]
- Valeurs humaines (en roumain), à paraître

## Documentaires de télévision
Membre de la Société des auteurs multi médias (SCAM) a réalisé cinq documentaires :
- Mavaca arriba ! Film 52 min, coréalisateur Alain Rastoin – Magazine de l’Aventure TF1 1981, prix des Festivals de films d’aventure de La Plagne[27] et Toulon
- Le parapluie de Djenné, Film 52 min – Les carnets de l’Aventure Antenne 2 1983
- La rivière des pluies, Film 52 min – Neyrac Films FR3 1985
- Les Robinsons de l’Orénoque, Film 26 min – Neyrac Films, émission « Zoom Zoom » FR3 1985
- Mémoires d’Orénoque, Film 52 min, coréalisateur Alain Rastoin – Neyrac Films, Antenne 2  1991